# Лауфер, Рубин
Рубин Лауфер (пол. Rubin Laufer, также Робин Лауфер, англ. Robin Laufer; 25 января 1909, Станиславов — 1966) — польский музыкальный педагог и дирижёр.
Окончил Венскую консерваторию как фортепианный педагог, учился также в 1929—1930 гг. в Немецкой музыкальной академии в Праге у Фиделио Финке. В 1934 г. защитил в Венском университете докторскую диссертацию «Польский танец и его проникновение в академическую музыку» (нем. Der polnische Tanz und sein Eindringen in die Kunstmusik). В 1935—1937 гг. руководил собственной музыкальной школой в Вене (по другим сведениям, во Львове).
С 1937 г. в Париже, работал как дирижёр. Участник польских вооружённых формирований во Франции. Затем в 1942—1944 гг. преподавал музыковедение в Университете Монпелье, был арестован как участник Сопротивления. В 1948—1957 гг. вновь в Париже, работал в музыкальном отделе ЮНЕСКО, занимался организацией Международного музыкального совета. Подготовил международную конференцию «Музыка в образовании», прошедшую в 1953 г. в Брюсселе, под редакцией Лауфера вышел сборник материалов конференции.
С 1957 г. и до конца жизни директор Сан-Францисской консерватории. Под руководством Лауфера был создан студенческий оркестр, оперная студия, консерваторский хор, уже за первый год его работы удвоилось количество студентов.